# Hyalophyllum
Hyalophyllum là một chi rêu trong họ Pottiaceae.